# Tipula (Microtipula) trihastata
Tipula (Microtipula) trihastata is een tweevleugelige uit de familie langpootmuggen (Tipulidae). De soort komt voor in het Neotropisch gebied.